# Agua Fría, Almoloya de Alquisiras
Agua Fría är en ort i Mexiko, tillhörande kommunen Almoloya de Alquisiras i den nordvästra delen av delstaten Mexiko, i den centrala delen av landet. Orten hade 506 invånare vid folkräkningen 2010.